# Diocese da Britânia
A Diocese da Britânia (em latim: Diocesis Britannia) foi uma diocese subordinada à prefeitura pretoriana da Gália no período final do Império Romano criada durante a reforma de Diocleciano no final do século IV.

## História
A Diocese da Britânia foi criada durante reforma administrativa de Diocleciano em 293 e uma das quatro dioceses (governada por um vigário) da prefeitura pretoriana da Gália. No final do século IV, o território começou a ser atacado por saxões a leste e por irlandeses celtas a oeste. Uma série de fortes costeiros foi construída com o propósito de impedi-los.
As crescentes dificuldades romanas com os bárbaros no continente no final do século IV e no século V fizeram com que tropas romanas fossem gradativamente retiradas da Britânia. Um usurpador, Constantino III, levou suas legões da Britânia para a Gália em 407, onde foi derrotado por Constâncio, mestre dos soldados (magister militum) de Honório (posteriormente nomeado Augusto como Constâncio III). Em 409, os bretões expulsaram a administração civil romana.
Os ataques saxões recrudesceram e, no fim, o sul da ilha foi ocupado por estes em por volta de 600 Muitos bretões refugiaram-se na atual Bretanha francesa (Bretagne), donde o nome.

## Organização administrativa
A diocese da Britânia estava dividida nas seguintes províncias:
Britannia I Britannia II Flavia Caesariensis Maxima Caesariensis Valentia (369)
- Britânia Prima (Britannia I)
- Britânia Segunda (Britannia II)
- Flávia Cesariense (Flavia Caesariensis)
- Máxima Cesariense (Maxima Caesariensis)
- Valência (depois de 369)

Os praesides ou governadores destas províncias hispânicas foram supervisionados pelo vigário imperial da diocese.
A capital da diocese Londínio (moderna cidade de Londres).